# Rader Creek (Montana)
Rader Creek es un lugar designado por el censo ubicado en el condado de Jefferson, Montana, Estados Unidos. Según el censo de 2020, tiene una población de 341 habitantes.

## Geografía
Está ubicado en las coordenadas 45°50′44″N 112°18′58″O / 45.84556, -112.31611. Según la Oficina del Censo de los Estados Unidos, Rader Creek tiene una superficie total de 52.45 km², correspondientes en su totalidad a tierra firme.

## Demografía
Según el censo de 2020, hay 341 personas residiendo en la zona. La densidad de población es de 6.50 hab./km². El 93.0% de los habitantes son blancos, el 1.2% son amerindios, el 0.3% es asiático, el 2.3% son de otras razas y el 3.2% son de una mezcla de razas. Del total de la población, el 1.8% son hispanos o latinos de cualquier raza.